# Nicolò Martinenghi
Nicolò Martinenghi (Varese, 1 augustus 1999) is een Italiaanse zwemmer. Hij vertegenwoordigde zijn vaderland op de Olympische Zomerspelen 2020 in Tokio.

## Carrière
Bij zijn internationale debuut, op de wereldkampioenschappen zwemmen 2017 in Boedapest, strandde Martinenghi in de halve finales van zowel de 50 als de 100 meter schoolslag. Op de 4×100 meter wisselslag werd hij samen met Matteo Milli, Piero Codia en Alessandro Miressi uitgeschakeld in de series, samen met Matteo Milli, Ilaria Bianchi en Federica Pellegrini eindigde hij als achtste op de gemengde 4×100 meter wisselslag. Op de Europese kampioenschappen kortebaanzwemmen 2017 in Kopenhagen eindigde de Italiaan als zevende op de 100 meter schoolslag en als achtste op de 50 meter schoolslag, op de 200 meter schoolslag strandde hij in de series. Op de 4×50 meter wisselslag zwom hij samen met Niccolò Bonacchi, Piero Codia en Alessandro Miressi in de series, in de finale veroverde Codia samen met Simone Sabbioni, Fabio Scozzoli en Luca Dotto de zilveren medaille. Voor zijn aandeel in de series werd Martinenghi beloond met de zilveren medaille.
In Hangzhou nam hij deel aan de wereldkampioenschappen kortebaanzwemmen 2018. Op dit toernooi werd hij uitgeschakeld in de halve finales van zowel de 50 als de 100 meter schoolslag. Samen met Simone Sabbioni, Marco Orsi en Santo Condorelli zwom hij in de series van de 4×50 meter wisselslag, in de finale eindigden Sabbioni, Orsi en Condorelli samen met Fabio Scozzoli op de vierde plaats. Op de 4×100 meter wisselslag strandde hij samen met Simone Sabbioni, Matteo Rivolta en Alessandro Miressi in de series.
Tijdens de wereldkampioenschappen zwemmen 2019 in Gwangju werd Martinenghi uitgeschakeld in de halve finales van de 50 meter schoolslag en gediskwalificeerd in de halve finales van de 100 meter schoolslag. Samen met Simone Sabbioni, Federico Burdisso en Manuel Frigo strandde hij in de series van de 4×100 meter wisselslag. Op de gemengde 4×100 meter wisselslag zwom hij samen met Margherita Panziera, Elena Di Liddo en Manuel Frigo in de series, in de finale eindigde Di Liddo samen met Simone Sabbioni, Fabio Scozzoli en Federica Pellegrini op de zesde plaats. Op de Europese kampioenschappen kortebaanzwemmen 2019 in Glasgow eindigde de Italiaan als vijfde op de 100 meter schoolslag en als zesde op de 50 meter schoolslag.
In Boedapest nam hij deel aan de Europese kampioenschappen zwemmen 2020. Op dit toernooi behaalde hij de bronzen medaille op de 50 meter schoolslag, daarnaast eindigde hij als vijfde op de 100 meter schoolslag. Samen met Thomas Ceccon, Federico Burdisso en Alessandro Miressi sleepte hij de bronzen medaille in de wacht op de 4×100 meter wisselslag, op de gemengde 4×100 meter wisselslag legde hij samen met Margherita Panziera, Elena Di Liddo en Alessandro Miressi beslag op de bronzen medaille. Tijdens de Olympische Zomerspelen van 2020 in Tokio veroverde Martinenghi de bronzen medaille op de 100 meter schoolslag. Samen met Thomas Ceccon, Federico Burdisso en Alessandro Miressi behaalde hij de bronzen medaille op de 4×100 meter wisselslag, op de gemengde 4×100 meter wisselslag eindigde hij samen met Thomas Ceccon, Elena Di Liddo en Federica Pellegrini op de vierde plaats.

## Internationale toernooien
| Jaar | Olympische Spelen                                                  | WK langebaan | WK kortebaan | EK langebaan                                                                        | EK kortebaan |
| ---- | ------------------------------------------------------------------ | --- | --- | ----------------------------------------------------------------------------------- | --- |
| 2017 |                                                                    | 9e 50m schoolslag 9e 100m schoolslag 11e 4×100m wisselslag 8e 4×100m wisselslag gemengd                                    | |                                                                                     | 8e 50m schoolslag · 7e 100m schoolslag · 15e 200m schoolslag · 4×50m wisselslag · Martinenghi zwom enkel de series |
| 2018 |                                                                    | | 9e 50m schoolslag 14e 100m schoolslag 4e 4×50m wisselslag Martinenghi zwom enkel de series 9e 4×100m wisselslag | geen deelname                                                                       | |
| 2019 |                                                                    | 14e 50m schoolslag DSQ 100m schoolslag 13e 4×100m wisselslag 6e 4×100m wisselslag gemengd Martinenghi zwom enkel de series | |                                                                                     | 6e 50m schoolslag 5e 100m schoolslag                                                                               |
| 2020 | Geen toernooien vanwege de coronapandemie                          | Geen toernooien vanwege de coronapandemie                                                                                  | Geen toernooien vanwege de coronapandemie                                                                       | Geen toernooien vanwege de coronapandemie                                           | Geen toernooien vanwege de coronapandemie                                                                          |
| 2021 | 100m schoolslag · 4×100m wisselslag · 4e 4×100m wisselslag gemengd | | 16-21 december                                                                                                  | 50m schoolslag · 5e 100m schoolslag · 4×100m wisselslag · 4×100m wisselslag gemengd | 2-7 november |

## Persoonlijke records
Bijgewerkt tot en met 25 september 2021
Kortebaan
| Afstand         | Tijd    | Datum             | Plaats    |
| --------------- | ------- | ----------------- | --------- |
| 50m schoolslag  | 25,74   | 4 september 2021  | Napels    |
| 100m schoolslag | 56,46   | 10 november 2020  | Boedapest |
| 200m schoolslag | 2.05,35 | 25 september 2021 | Napels    |

Langebaan
| Afstand         | Tijd    | Datum            | Plaats   |
| --------------- | ------- | ---------------- | -------- |
| 50m schoolslag  | 26,39   | 2 april 2021     | Riccione |
| 100m schoolslag | 58,28   | 25 juli 2021     | Tokio    |
| 200m schoolslag | 2.10,19 | 19 december 2020 | Riccione |